# Cylicasta terminata
Cylicasta terminata är en skalbaggsart som först beskrevs av Jean Baptiste Lucien Buquet 1859. Cylicasta terminata ingår i släktet Cylicasta och familjen långhorningar. Arten är känd från Brasilien och Franska Guyana. Inga underarter finns listade i Catalogue of Life.